# República Dominicana en los Juegos Olímpicos de Múnich 1972
La República Dominicana estuvo representada en los Juegos Olímpicos de Múnich 1972 por cinco deportistas masculinos que compitieron en tres deportes.
El equipo olímpico dominicano no obtuvo ninguna medalla en estos Juegos.